# Louis-François Beffara
Louis-François Beffara (Nonancourt, 23 de agosto de 1751-París, 2 de febrero de 1838) fue un escritor francés.
Comisario de policía en París entre 1792 y 1816, legó sus manuscritos sobre casas de ópera francesas y extranjeras a la Biblioteca Nacional de Francia.

## Obras seleccionadas
- 1777: Esprit de Molière, ou choix de maximes et portraits… tirés de ses ouvrages, dos volúmenes.
- 1821: Dissertation sur J. B. Poquelin de Molière
- 1835: Maison natale de Molière